# Birkeland
Birkeland este o localitate din comuna Birkenes, provincia Aust-Agder, Norvegia, cu o suprafață de 2 km² și o populație de 2.645 locuitori (2013).